# Podosphaera fuliginea
Podosphaera fuliginea är en svampart som först beskrevs av Diederich Franz Leonhard von Schlechtendal, och fick sitt nu gällande namn av U. Braun & S. Takam. 2000. Podosphaera fuliginea ingår i släktet Podosphaera och familjen Erysiphaceae.   Inga underarter finns listade i Catalogue of Life.
I den svenska databasen Dyntaxa används istället namnet Sphaerotheca fuliginea för samma taxon.  Arten är reproducerande i Sverige.

## Bildgalleri

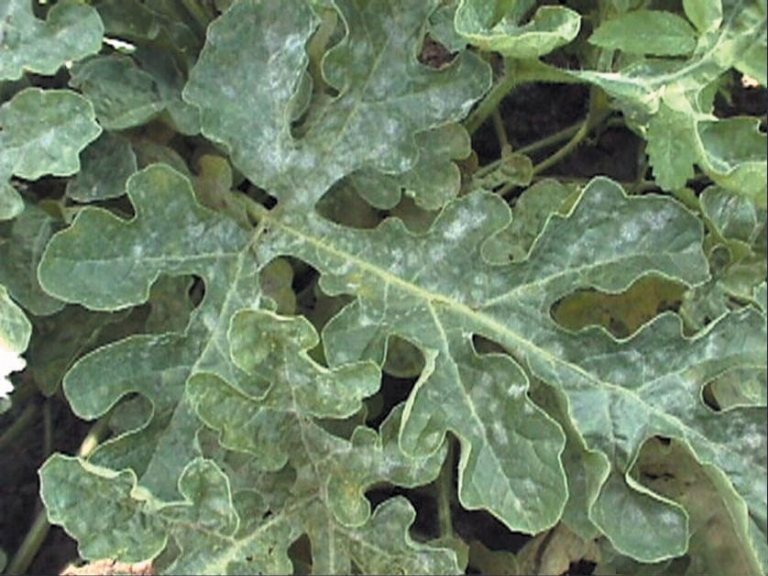